# 200 متر تتابع
200 متر تتابع سباق تشارك فيه فرق يتألف كل منها من أربعة عدائين، يحمل العداء الأول عصا طولها حوالي 30 سم، وبعد أن يجري لمسافة 200 متر، يسلم العصا لعضو الفريق التالي، يجب أن يتم هذا التسليم في منطقة طولها 20 م، وإذا لم يتبادل العداءان العصا ضمن هذه المنطقة فإنه يتم استبعاد فريقهم، يجري أعضاء الفريق الأربعة جميعهم مسافة متساوية.
سباق 200 متر تتابع ورغم الاعتراف به من قبل الاتحاد الدولي لألعاب القوى غير انه نادرًا ما يتم إدارجه في المسابقات الدولية، وليس مدرجًا بالألعاب الأولمبية أو بطولة العالم لألعاب القوى.

## وصلات خارجية
- (بالإنجليزية) الأرقام القياسية لمسافة 200 متر تتابع